# Lee Carsley
Lee Kevin Carsley (Birmingham, Anglia, 1974. február 28. –) ír labdarúgó, edző, az angol labdarúgó-válogatott megbízott szövetségi kapitánya és U21-es csapatának vezetőedzője.

## Pályafutása

### Derby, Blackburn és Coventry
Carsley 1992-ben, a Derby Countynál kezdte a profi pályafutását. Hét évig volt a klub játékosa, ezalatt 138 bajnoki mérkőzésen szerepelt. 1997-ben a Blackburn Rovers játékosa lett, majd egy év múlva a Coventry Cityhez igazolt.

### Everton
2002-ben az Evertonhoz szerződött, a liverpooliak 1,95 millió fontot fizettek érte. Első két szezonja felemásra sikerült, de a 2004/05-ös idényben már fontos tagja volt a csapatnak. A gárda ekkor kezdte el használni a 4-1-4-1-es taktikai felállást. Carsley feladata volt a védelem és a középpálya összekötése.
2004 decemberében győztes gólt lőtt egy Liverpool elleni rangadón, aminek köszönhetően az Everton egy ideig a második helyen állt a Premier League-ben. A kék mezesek végül negyedikként zártak, így selejtezőt játszhattak a Bajnokok Ligájában, melyet aztán elvesztettek a Villarreallal szemben.
A szezon utolsó meccsén, a Bolton Wanderers ellen térdsérülést szenvedett. A következő évad előtti felkészülés során térhetett vissza, de egy Fenerbahçe elleni barátságos mérkőzésen újra megsérült, ami miatt öt hónapig nem játszhatott.
2006 áprilisában, a Charlton Athletic ellen térhetett vissza. Ezután a Chelsea ellen is pályára lépett, ahol kiállították a Didier Drogba ellen elkövetett szabálytalansága miatt, majd három meccsre eltiltották, amivel számára véget is ért a szezon. 2007. november 3-án, 1-1-es állásnál szép gólt szerzett a Birmingham City ellen, az Everton végül 3-1-re győzött.

### Birmingham City
Carsley szerződése a 2007/08-as szezon végén lejárt az Evertonnal, és úgy döntött, nem hosszabbítja meg, inkább szülővárosa csapatához, a Birmingham CItyhez igazol. Damien Johnson sérülése miatt nem lehetett ott a következő évad elején, a csapatkapitányi karszalagot Carsley kapta meg erre az időre. Az idény végén csapattársai őt választották meg a Birmingham legjobbjának.

## Válogatott
Carsley Angliában született, de nagyanyja ír volt, emiatt játszhat az ír válogatottban. 1997 óta tagja a nemzeti csapatnak. 2004-ben azt mondta, szeretne egy időre kimaradni a válogatottból, hogy az Evertonra és családjára koncentrálhasson. 2005 szeptemberében gondolta úgy, hogy szeretne visszatérni. 2006 októberében, egy Csehország elleni meccsen megmutatta, hogy válogatott szinten is képes még megállni a helyét.

## Külső hivatkozások
- Lee Carsley pályafutásának statisztikái a Soccerbase oldalon (angolul)

- Lee Carsley adatlapja a Birmingham City honlapján